# Yves Forest
Pour l’article homonyme, voir Forest.
Yves Forest C.R., B.A., LL.B., né le 25 juin 1921 à Sherbrooke et mort le 18 juillet 2019 à Magog, est un avocat et homme politique fédéral du Québec.

## Biographie
Né à Sherbrooke en Estrie, M. Forest entama sa carrière politique en devenant député du Parti libéral du Canada dans la circonscription fédérale de Stanstead en 1963. Réélu en 1965 et dans Missisquoi en 1968, il fut défait dans Brome—Missisquoi en 1972. Il fut secrétaire parlementaire du président du Conseil privé de 1968 à 1970.